# Janina Kotarbińska

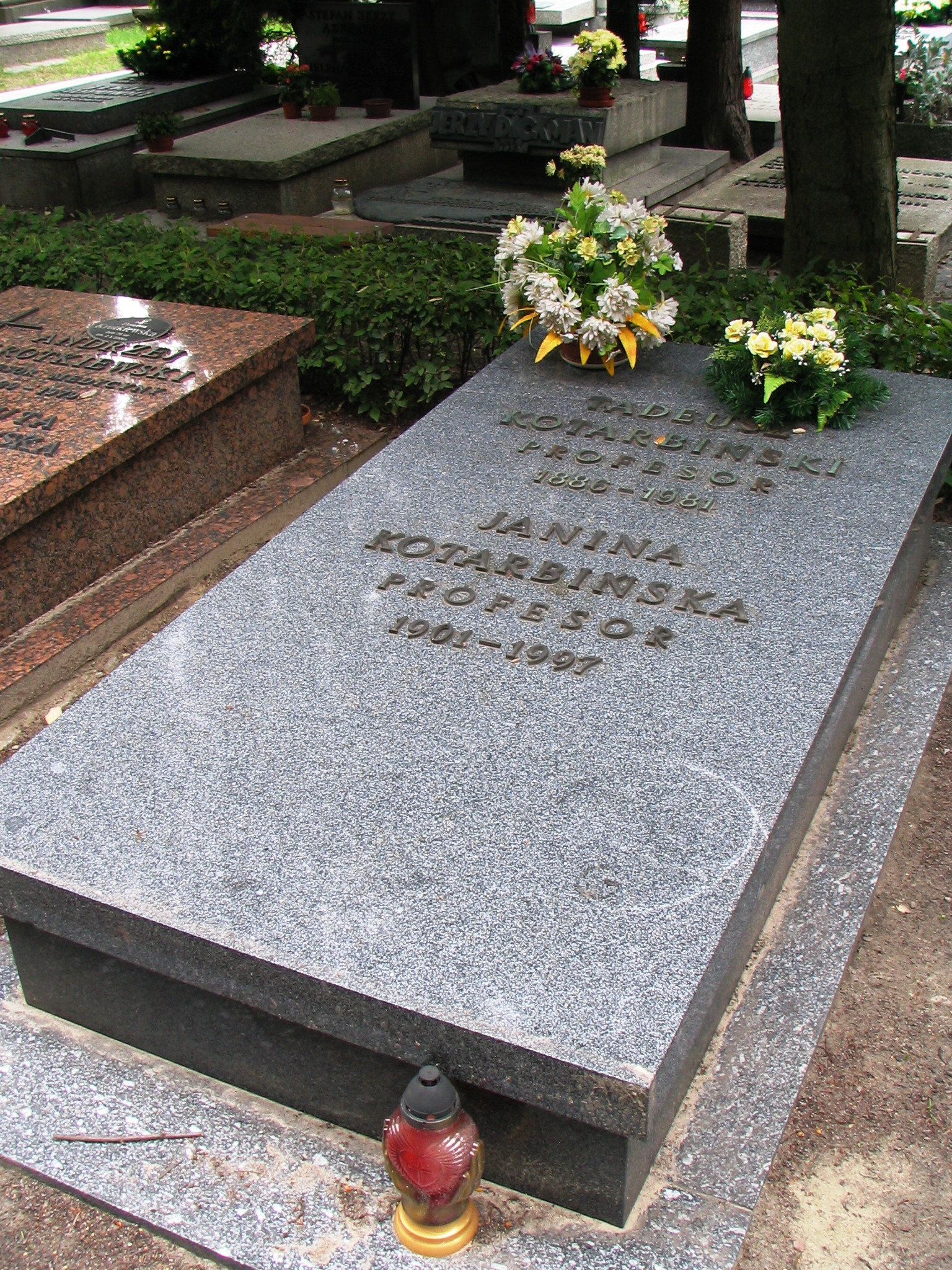
Grób Janiny i Tadeusza Kotarbińskich na cmentarzu Wojskowym na Powązkach w Warszawie (stan w 2008)

Janina Kotarbińska, znana również jako Dina Sztejnbarg-Kamińska (ur. 19 stycznia 1901 w Warszawie, zm. 2 stycznia 1997 tamże) – polska filozofka i logiczka, związana ze szkołą lwowsko-warszawską. Profesor Uniwersytetu Warszawskiego. 

## Życiorys
Urodziła się jako Dina Sztejnbarg. W 1934 została wykładowczynią Uniwersytetu Warszawskiego.
Podczas okupacji hitlerowskiej była więziona przez Niemców w Warszawie oraz w obozie koncentracyjnym Auschwitz.
W latach 1945–1951 profesorka Uniwersytetu Łódzkiego. Od 1951 w Warszawie. W latach 60. pełniła funkcję dziekana Wydziału Humanistycznego i kierownika Katedry Logiki Uniwersytetu Warszawskiego.
Zainteresowania naukowe Kotarbińskiej koncentrowały się głównie na zagadnieniach logiki współczesnej i metodologii nauk, a zwłaszcza na problematyce teorii znaku oraz na badaniach nad poza formalnymi warunkami poprawności zabiegów logiki stosowanych w naukach empirycznych, a zwłaszcza przyrodniczych.
Zmarła w Warszawie, pochowana przy mężu Tadeuszu Kotarbińskim na cmentarzu Wojskowym na Powązkach (kwatera B32-tuje-4). 

## Wybrana bibliografia

### Jako Dina Sztejnbarg
- O tzw. konieczności związków przyrodzonych (1931)
- Zagadnienie indeterminizmu na terenie fizyki (1932)
- Zagadnienie indeterminizmu na terenie biologii (1932)
- Zagadnienie indeterminizmu na terenie nauk humanistycznych (1933)
- O pojęciu przypadku (1934)

### Jako Janina Kotarbińska
- Definicja (1955)
- Pojęcie znaku (1956)
- Tak zwana definicja dejktyczna (1959)
- Kontrowersja: dedukcjonizm, indukcjonizm (1961)
- Spór o granice stosowalności metod logicznych (1964)
- Kłopoty z istnieniem (1967)
- Z zagadnień teorii nauki i teorii języka (1990)

## Ordery i odznaczenia
- Krzyż Komandorski Orderu Odrodzenia Polski[3]
- Medal 10-lecia Polski Ludowej (19 stycznia 1955)[4]

## Nagrody
- nagroda Ministra Oświaty i Szkolnictwa Wyższego I stopnia (1967)
- nagroda Fundacji Alfreda Jurzykowskiego (Nowy Jork, 1972)

Źródło.